# Liste des telenovelas de Mega

Logo de Mega depuis le 29 février 2020.

Cet article présente la liste des telenovelas de Mega par année de 1997 à aujourd'hui.

## Années 1990
| #  | Production          | Première diffusion | Dernière diffusion | Heure | Épisodes | Producteur(s)   | Réalisateur(s)                 |
| -- | ------------------- | ------------------ | ------------------ | ----- | -------- | --------------- | ------------------------------ |
| 01 | Rossabella          | 10 mars 1997       | 23 juillet 1997    | 20h00 | 95       | Cecilia Ramírez | Herval Abreu                   |
| 02 | Santiago City       | 23 juillet 1997    | 14 août 1997       | 20h00 | 17       | Rodrigo Vargas  | Helvio Soto Hugo Soto Orellana |
| 03 | A todo dar          | 9 mars 1998        | 10 septembre 1998  | 20h00 | 125      | Cecilia Ramírez | Herval Abreu                   |
| 04 | Algo está cambiando | 8 mars 1999        | 23 juillet 1999    | 22h00 | 97       | Cecilia Ramírez | Herval Abreu                   |

## Années 2000
| #  | Production             | Première diffusion | Dernière diffusion | Heure | Épisodes | Producteur(s)                                        | Réalisateur(s)    |
| -- | ---------------------- | ------------------ | ------------------ | ----- | -------- | ---------------------------------------------------- | ----------------- |
| 05 | Zoom, acércate al amor | 2003               | 2003               | 19h00 | 10       | Victoria Cabrera                                     | Álex Hernández    |
| 06 | Amores urbanos         | Août 2003          | Janvier 2004       | 19h00 | 80       | José Francisco García                                | Álex Hernández    |
| 07 | Don Floro              | 8 mars 2004        | 12 août 2004       | 19h30 | 114      | José Francisco García                                | Álex Hernández    |
| 08 | Xfea2                  | 14 septembre 2004  | 8 février 2005     | 19h30 | 105      | Victoria Cabrera                                     | Álex Hernández    |
| 09 | EsCool                 | 3 mai 2005         | 26 août 2005       | 19h30 | 79       | Iván Canales Sugg                                    | Álex Hernández    |
| 10 | Mitú                   | 29 août 2005       | 3 janvier 2006     | 19h15 | 92       | Iván Canales Sugg                                    | Álex Hernández    |
| 11 | Porky te amo           | 14 mars 2006       | 30 juin 2006       | 20h20 | 79       | Iván Canales Sugg                                    | Álex Hernández    |
| 12 | Montecristo            | 16 octobre 2006    | 15 mars 2007       | 22h00 | 94       | J.J. Harting Ignacio Eyzaguirre Jimena Oto Carbonell | Víctor Stella     |
| 13 | Fortunato              | 28 août 2007       | 9 janvier 2008     | 19h45 | 97       | Ana María Rodríguez                                  | Iván Canales Sugg |

## Années 2010

### 2011
| #  | Production  | Première diffusion | Dernière diffusion | Heure | Épisodes | Producteur(s)                | Réalisateur(s)     |
| -- | ----------- | ------------------ | ------------------ | ----- | -------- | ---------------------------- | ------------------ |
| 14 | Decibel 110 | 12 octobre 2011    | 15 avril 2012      | 18h15 | 60       | Jaime Boetsch Fernando Manns | José Tomás Larraín |

### 2012
| #  | Production | Première diffusion | Dernière diffusion | Heure | Épisodes | Producteur(s)         | Réalisateur(s) |
| -- | ---------- | ------------------ | ------------------ | ----- | -------- | --------------------- | -------------- |
| 15 | Maldita    | 22 mai 2012        | 2 août 2012        | 23h30 | 43       | Cristián de la Fuente | Guillermo Helo |

### 2014
| #  | Production       | Première diffusion | Dernière diffusion | Heure | Épisodes | Producteur(s)  | Réalisateur(s)                                              |
| -- | ---------------- | ------------------ | ------------------ | ----- | -------- | -------------- | ----------------------------------------------------------- |
| 16 | Pituca sin lucas | 13 octobre 2014    | 25 mai 2015        | 20h00 | 153      | Patricio López | Patricio González Pablo Aedo Felipe Arratia Mauricio Lucero |

### 2015
| #  | Production       | Première diffusion | Dernière diffusion | Heure | Épisodes | Producteur(s)                                 | Réalisateur(s)                 |
| -- | ---------------- | ------------------ | ------------------ | ----- | -------- | --------------------------------------------- | ------------------------------ |
| 17 | Papá a la deriva | 25 mai 2015        | 29 février 2016    | 20h00 | 183      | Daniela Demicheli                             | Felipe Arratia Mauricio Lucero |
| 18 | Eres mi tesoro   | 29 juillet 2015    | 6 avril 2016       | 15h00 | 171      | Pablo Ávila Daniela Demicheli Cecilia Aguirre | Nicolás Alemparte Manuel Buch  |

### 2016
| #  | Production     | Première diffusion | Dernière diffusion | Heure | Épisodes | Producteur(s)                     | Réalisateur(s)               |
| -- | -------------- | ------------------ | ------------------ | ----- | -------- | --------------------------------- | ---------------------------- |
| 19 | Pobre gallo    | 6 janvier 2016     | 22 août 2016       | 20h25 | 160      | Daniela Demicheli                 | Nicolás Alemparte            |
| 20 | Te doy la vida | 5 avril 2016       | 23 novembre 2016   | 15h00 | 158      | Pablo Ávila Cecilia Aguirre       | Claudio López de Lérida      |
| 21 | Señores Papis  | 28 juin 2016       | 6 mars 2017        | 22h30 | 145      | Patricio López                    | Patricio González Kuhlmann   |
| 22 | Ámbar          | 22 août 2016       | 10 avril 2017      | 20h30 | 158      | Patricio López Verónica Brañes    | Felipe Arratia Enrique Bravo |
| 23 | Amanda         | 22 novembre 2016   | 25 juillet 2017    | 15h00 | 170      | Daniela Demicheli Cecilia Aguirre | Matías Stagnaro              |

### 2017
| #  | Production               | Première diffusion | Dernière diffusion | Heure | Épisodes | Producteur(s)                      | Réalisateur(s)          |
| -- | ------------------------ | ------------------ | ------------------ | ----- | -------- | ---------------------------------- | ----------------------- |
| 24 | Perdona nuestros pecados | 6 mars 2017        | 22 août 2018       | 22h30 | 312      | Daniela Demicheli                  | Nicolás Alemparte       |
| 25 | Tranquilo papá           | 10 avril 2017      | 9 janvier 2018     | 20h30 | 187      | Daniela Demicheli Claudia Cazenave | Claudio López de Lérida |
| 26 | Verdades ocultas         | 24 juillet 2017    |                    | 15h20 |          |                                    | Felipe Arratia          |

### 2018
| #  | Production       | Première diffusion | Dernière diffusion | Heure | Épisodes | Producteur(s)                            | Réalisateur(s)    |
| -- | ---------------- | ------------------ | ------------------ | ----- | -------- | ---------------------------------------- | ----------------- |
| 27 | Si yo fuera rico | 8 janvier 2018     | 2 octobre 2018     | 20h30 | 172      | Verónica Brañes Patricio López           | Victor Huerta     |
| 28 | Casa de muñecos  | 20 août 2018       | 11 mars 2019       | 22h00 | 128      | María Eugenia Rencoret Daniela Demicheli | Patricio González |
| 29 | Isla Paraíso     | 2 octobre 2018     | 4 septembre 2019   | 20h00 | 233      | Verónica Brañes Daniela Demicheli        | Matias Stagnaro   |

### 2019
| #  | Production                | Première diffusion | Dernière diffusion | Heure | Épisodes | Producteur(s)                            | Réalisateur(s)                          |
| -- | ------------------------- | ------------------ | ------------------ | ----- | -------- | ---------------------------------------- | --------------------------------------- |
| 30 | Juegos de poder           | 11 mars 2019       | 12 décembre 2019   | 20h30 | 161      | María Eugenia Rencoret Daniela Demicheli | Patricio González                       |
| 31 | Yo soy Lorenzo            | 2 septembre 2019   | 25 mai 2020        | 20h00 | 148      | Claudia Cazanave Patricio López          | Nicolás Alemparte Bárbara Della Schiava |
| 32 | Cien días para enamorarse | 12 décembre 2019   |                    | 22h30 |          | Pablo Díaz del Río Daniela Demicheli     | Enrique Bravo Ticoy Rodríguez           |

## Années 2020

### 2021
| #  | Production      | Première diffusion | Dernière diffusion | Heure | Épisodes | Producteur(s)                                            | Réalisateur(s)                                     |
| -- | --------------- | ------------------ | ------------------ | ----- | -------- | -------------------------------------------------------- | -------------------------------------------------- |
| 33 | Edificio Corona | 11 janvier 2021    | 9 août 2021        | 20h00 | 120      | Daniela Demicheli Pablo Díaz                             | Nicolás Alemparte Víctor Huerta                    |
| 34 | Demente         | 15 mars 2021       | 23 novembre 2021   | 22h30 | 100      | Quena Rencoret Patricio López Pablo Díaz                 | Patricio González María Belén Arenas               |
| 35 | Pobre novio     | 8 août 2021        |                    | 20h00 |          | Quena Rencoret Daniela Demicheli Vania Portilla          | Matías Stagnaro Bárbara Della Schiava              |
| 36 | Amar profundo   | 23 novembre 2021   |                    | 22h30 |          | Quena Rencoret Patricio López Pablo Díaz Patricia Encina | Víctor Huerta Nicolás Alemparte María Belen Arenas |